# Nemegosenda Lake
Der Nemegosenda Lake ist ein See im Sudbury District in der kanadischen Provinz Ontario.

## Lage
Der Nemegosenda Lake liegt 25 km nordöstlich von Chapleau. Der See liegt auf einer Höhe von 335 m im Bereich des Kanadischen Schilds. Der Nemegosenda Lake hat eine Längsausdehnung in Nord-Süd-Richtung von 12 km und eine Breite von 5 km. Die Wasserfläche beträgt etwa 19 km². Die maximale Seetiefe liegt bei etwa 90 m. Der See wird vom Nemegosenda River, einem rechten Nebenfluss des Kapuskasing River, durchflossen. Der Fluss mündet am Ostufer in den See und verlässt diesen am Nordufer. Der Ontario Highway 101 verläuft in einer Entfernung von 3 km südlich am See vorbei. 

## Seefauna
Der Nemegosenda Lake wird in erster Linie von Angeltouristen besucht. Diese erreichen den See per Wasserflugzeug. Im See werden hauptsächlich Glasaugenbarsch, Hecht und Amerikanischen Seesaibling geangelt.